# Grace Meng
Grace Meng (Queens, Nova York, 1 d'octubre de 1975) és una advocada i política estatunidenca. Actualment és diputada demòcrata de la Cambra de Representants dels Estats Units en representació del 6è districte congressual de Nova York. Anteriorment, havia estat membre de l'Assemblea Estatal de Nova York, representant el 22è districte de l'assemblea.

## Abans de la política
Grace Meng va néixer l'1 d'octubre de 1975 a Queens, Nova York i va créixer als barris de Bayside i Flushing d'aquest borough novaiorquès. És d'origen taiwanès i és filla de Jimmy Meng, membre de l'Assemblea, i de Shiao-Mei Meng. Va assistir a la Nathaniel Hawthorne Middle School i Stuyvesant High School i tenia la intenció de convertir-se en professora segons un company de classe. Va obtenir un títol de llicenciada a la Universitat de Michigan i un doctorat en dret a la Facultat de Dret Benjamin N. Cardozo de la Universitat de Yeshiva. Una de les seves primeres mentores va ser Susan Wu Rathbone (1921-2019), fundadora de l'Associació de Dones Xineses de Queens.

## Assemblea de Nova York
El pare de Meng, Jimmy Meng, va ser elegit diputat el 2004 pel 22è districte de l'Assemblea de Nova York, convertint-se en el primer asiàtic-americà de la història elegit a la cambra legislativa de l'estat de Nova York. Posteriorment, va ser arrestat per frau durant una investigació de l'FBI. Va complir un mandat i va decidir no buscar la reelecció el 2006.

### Eleccions
Meng es va presentar a l'Assemblea per succeir el seu pare, però va ser retirada de la papereta quan la demòcrata Ellen Young va posar en dubte la seva condició de resident. Posteriorment, es van resoldre els problemes de residència del districte. Young va succeir Jimmy Meng, prenent possessió del càrrec el gener de 2007. Més tard, Jimmy Meng es va declarar culpable de frau per suborn.
Grace Meng va tornar a desafiar Young el 2008 en contra de la cúpula del partit a Queens. El 9 de setembre de 2008 va derrotar Young a les primàries democràtiques, amb el 59% dels vots contra el 41%. Va guanyar les eleccions del novembre del 2008, derrotant Young de nou, aquesta vegada com a candidata al Partit de la Independència, amb el 88% dels vots. El 2010, va guanyar la reelecció a un segon mandat sense oposició.

### Càrrec
Meng va ser l'autora de la Llei hipotecària inversa del 2009 que prohibia que els ingressos rebuts de les hipoteques inverses fossin considerats com a ingressos, de manera que la gent gran pogués obtenir la seva exempció parcial d'impostos sobre la propietat. Set més de les seves legislacions van ser signades en forma de llei. 
El 2009, Meng va ser nomenada una de les "New York City Rising Stars: 40 Under 40" de City &amp; State.

## Cambra de Representants dels EUA
El juny de 2012, Meng es va enfrontar a Rory Lancman, membre de l'Assemblea i a la membre del Consell de la ciutat de Nova York, Elizabeth Crowley, en unes eleccions primàries per al 6è districte del Congrés de Nova York i va guanyar. Va rebre l'aval del Partit Demòcrata del Comtat del Queens, i una periodista del New York Times va escriure que estava "preparada per convertir-se en l'estrella política més gran del grup demogràfic de més ràpid creixement de la ciutat de Nova York". Meng va dir que el seu focus estaria a crear llocs de treball, millorar el transport i fer créixer les oportunitats turístiques al seu districte. El 6 de novembre de 2012 va guanyar la carrera pel 6è districte del Congrés de Nova York contra el membre republicà del Consell Municipal de Nova York, Dan Halloran, convertint-se així en la primera asiàtica-americana elegida al Congrés per Nova York.

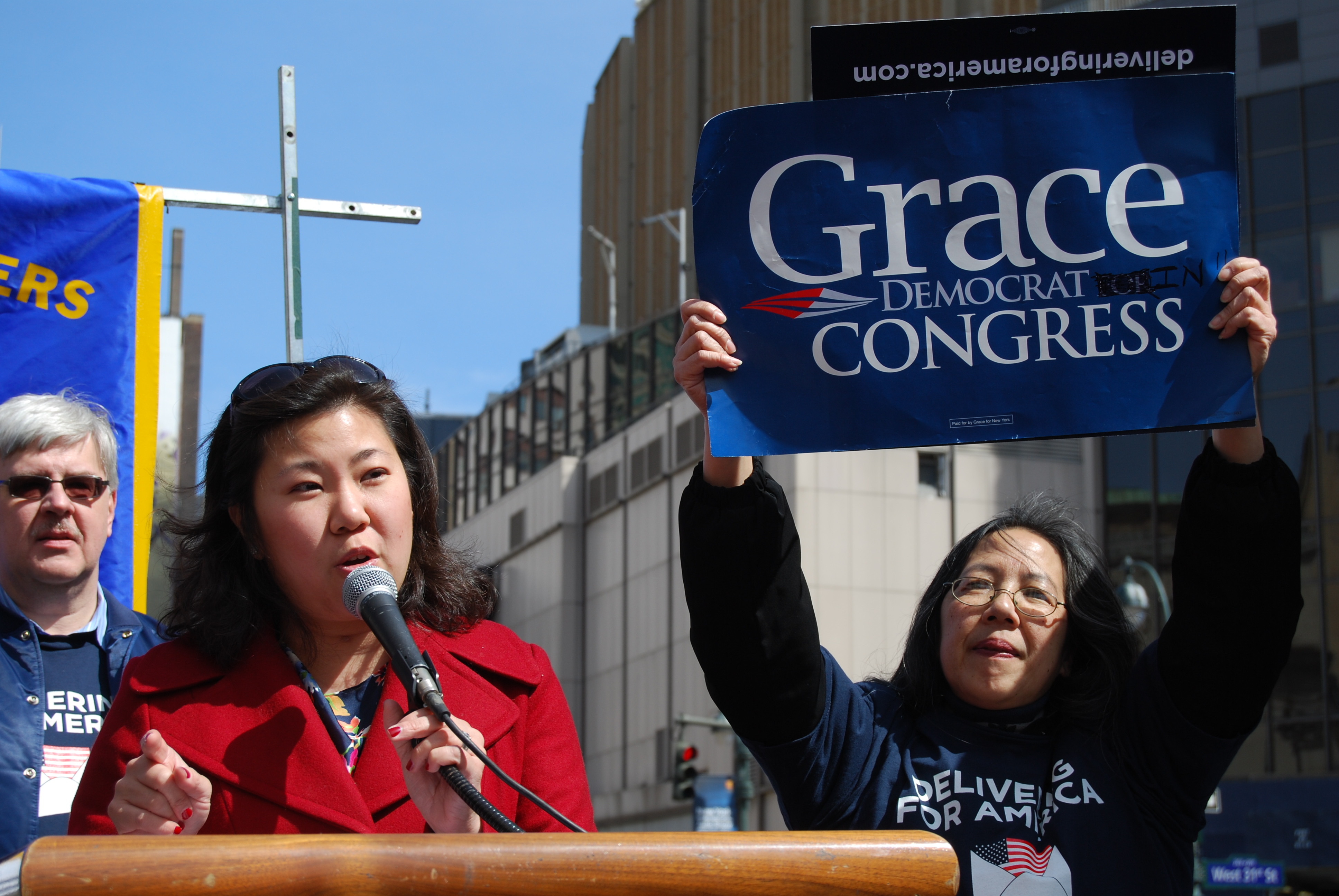
Meng en un míting del març del 2013

Inaugurat el 3 de gener de 2013, Meng va ajudar a formar el Bipartisan Freshman Caucus, afirmant que "el poble nord-americà està fart i cansat de culpar-se els uns als altres sense fer res".
El 2015, es va mostrar molt contrària a l'Acord nuclear iranià, el pla d'acció integral conjunt recolzat pel president Obama i el secretari d'Estat John Kerry. Dos anys després, Meng va boicotejar la presa de possessió de Donald Trump. El febrer de 2017 es va convertir en vicepresidenta del Comitè Nacional Democràtic (DNC) a Atlanta.

## Vida privada
Meng es va casar amb Wayne Kye, dentista i professor ajudant de la NYU, d'origen coreà, el juny del 2005. La parella resideix a Queens amb els seus dos fills, Tyler i Brandon. Freqüenten una església a Whitestone, Queens.
El novembre de 2013, Meng va ser robada i agredida a la zona de l'East Market de Washington DC. Va patir ferides al cap, al genoll esquerre, a la mà i a la cara i va ser tractada a l'hospital de la Universitat George Washington. L’agressor li va robar una bossa negra de Gucci.